# 紀伊由良駅
紀伊由良駅（きいゆらえき）は、和歌山県日高郡由良町大字里にある、西日本旅客鉄道（JR西日本）紀勢本線（きのくに線）の駅である。
通常は、普通列車・快速列車しか停車しないが、1985年9月の興国寺の法灯国師700年遠忌期間中と1989年夏には、一部の特急列車が停車した。

## 地理
紀伊由良駅は由良川沿いに作られた駅で、由良町の代表駅である。しかし、由良町役場が置かれている由良川の河口近くから見ると、紀勢本線は内陸側を通っており、町の中心部とは1 km余り離れている。和歌山市方面から見ると、紀勢本線は約2 kmの小法師トンネルで分水嶺の下を通過して由良川の集水域に入り、由良川に沿うように当駅付近まで降り、当駅を過ぎると由良川からは離れて、約2 kmの由良トンネルで分水嶺の下を通過して由良川の集水域からは外れてゆく。紀勢本線の隣駅は、いずれも由良川の集水域の外側である。なお、かつては由良内駅までの貨物支線が当駅から分岐していた。

## 歴史
紀勢本線（当初紀勢西線）が日高郡方面へ延長される予定であった時期に、当時の由良村が盛んに鉄道の誘致運動をした。しかし、当時は東内原村も鉄道の誘致を行っていた。ただ、鉄道が通らなければ、益々「陸の孤島」と化すとして、由良村は必死の誘致活動を行った。結局、大分セメント由良工場が由良に立地していた点や、由良港が良港である点などが決め手となって、由良村経由が決定された。これにより1925年12月に湯浅 - 紀伊由良の区間が着工した。しかし、紀伊由良駅は村の中心部からも港からも離れた場所への設置が決まり、それでは村民にとって不便と考えられた上に、由良港の衰微も懸念された。そこで1925年12月18日に、由良港への臨港鉄道の建設を鉄道省に請願し、臨港鉄道と紀勢本線の貯炭場の建設が決まった。
1928年10月28日に湯浅 - 紀伊由良間が開通し、当初は1日10往復の列車が運転された。
1929年4月21日には紀勢西線が当駅から御坊駅まで延伸され、同時に当駅で分岐して由良内駅までの貨物支線が開通した。その後、1959年7月15日に紀勢本線が全通して、当駅も紀勢本線の所属となった。
1968年3月には紀伊由良駅以北の紀勢本線が複線化され、1968年9月には御坊駅までの複線化も完成した。一方で、由良内駅までの貨物支線は1968年6月1日に廃止された。さらに、紀伊由良駅自体の貨物営業も1971年10月1日に廃止された。
1978年4月には、紀伊由良駅の駅長制度が廃止され、御坊駅の管理下に置かれた。同時に列車集中制御装置 (CTC) が導入されて、信号の遠隔制御が行われるようになった。また1978年10月には和歌山 - 新宮間の電化が完成し、電車の運転が開始された。
なお、1987年4月に実施された国鉄分割民営化により、当駅はJR西日本に承継された。

### 年表
- 1928年（昭和3年）10月28日：開業[1]。
- 1929年（昭和4年）4月21日：国鉄紀勢西線が当駅から御坊駅まで延伸され[1]、同時に由良内駅までの貨物支線が開通[2]。
- 1940年（昭和15年）4月11日：駅構内で第26列車と第27列車が接触し、第26列車が脱線し、重軽傷者22名が出た[9]。
- 1945年（昭和20年）2月21日：第384列車の入換作業中に、第353列車との衝突事故が発生[9]。
- 1959年（昭和34年）7月15日：現在の紀勢本線が全通し、紀勢本線所属となった[1]。
- 1968年（昭和43年）6月1日：由良内駅までの貨物支線が廃止[2]。
- 1971年（昭和46年）10月1日：貨物営業を廃止[8]。
- 1985年（昭和60年）3月：小荷物扱いを廃止。
- 1987年（昭和62年）4月1日：国鉄分割民営化に伴い、西日本旅客鉄道（JR西日本）が継承[1]。
- 2020年（令和2年）3月14日：ICOCAのサービス供用開始[10]。
- 2021年（令和3年）6月1日：この日より終日無人駅化[11]。

## 駅構造
紀伊由良駅は単式ホーム1面1線、島式ホーム1面2線、計2面3線のホームを有する地上駅である。構内は広く側線も有する。駅舎は単式ホームの1番のりば側に有り、島式ホームの2・3番のりばへは跨線橋で連絡している。
当駅は紀伊田辺駅が管理する無人駅である。駅舎には、ICOCAへのチャージやオレンジカードが利用可能な新型タッチパネル式自動券売機が設置されている。以前はJR西日本メンテックが駅業務を受託する、業務委託駅であった。無人駅化されるまでは窓口営業をしていた。

### のりば
| のりば | 路線       | 行先               | 備考                    |
| ------ | ---------- | ------------------ | ----------------------- |
| 1      | きのくに線 | 和歌山・天王寺方面 | 待避列車は2番のりば     |
| 2・3   | きのくに線 | 御坊・新宮方面     | 2番のりばは待避列車のみ |

上表の路線名は旅客案内上の名称（愛称）で表記している。下り本線は1番のりば、上り本線は3番のりば。2番のりばは上下線共用の待避線（中線）として、特急列車の待避に使われる。2023年3月18日現在のダイヤでは下り方向に特急待避を行う定期列車が設定されている。

## 利用状況
近年の1日平均乗車人員は以下の通り。
| 年度   | 1日平均 乗車人員 |
| ------ | ---------------- |
| 1998年 | 601              |
| 1999年 | 564              |
| 2000年 | 552              |
| 2001年 | 521              |
| 2002年 | 493              |
| 2003年 | 487              |
| 2004年 | 466              |
| 2005年 | 456              |
| 2006年 | 438              |
| 2007年 | 415              |
| 2008年 | 395              |
| 2009年 | 375              |
| 2010年 | 379              |
| 2011年 | 369              |
| 2012年 | 364              |
| 2013年 | 383              |
| 2014年 | 371              |
| 2015年 | 362              |
| 2016年 | 357              |
| 2017年 | 347              |
| 2018年 | 330              |
| 2019年 | 308              |
| 2020年 | 271              |
| 2021年 | 238              |
| 2022年 | 245              |

## 駅周辺
- 国道42号
- 中紀バス本社
- 興国寺
- 門前の大岩
- 由良町役場
- 戸津井鍾乳洞
- 白崎海洋公園
- 由良海つり公園
- 三井造船由良修繕部
- 海上自衛隊阪神基地隊由良基地分遣隊
- 旧日本海軍紀伊防備隊跡碑
- 紀伊防備隊鎮魂碑

### バス路線
「紀伊由良駅」停留所にて、中紀バスの路線が発着する。
- 湯浅線：広川ビーチ駅・湯浅駅・済生会有田病院
- 小引線：小引
- 白崎線：白崎西・白崎海洋公園 ※白崎海洋公園行は日祝日のみ
- 御坊線：御坊小学校前
- 田村線：里
- 畑・阿戸線：畑 / 白木

## 隣の駅
西日本旅客鉄道（JR西日本）
 きのくに線（紀勢本線）
■快速
御坊駅 - 紀伊由良駅 - 湯浅駅
■普通
紀伊内原駅 - 紀伊由良駅 - 広川ビーチ駅

### かつて存在した路線
日本国有鉄道
紀勢本線貨物支線
紀伊由良駅 - 由良内駅